# 홍일표
홍일표(洪日杓, 1956년 2월 11일~)는 대한민국의 정치인이자, 판사·변호사 출신의 제18,19,20대 국회의원이다. 홍성 출생이다. 2016년 12월 박근혜-최순실 게이트를 계기로 새누리당을 탈당하여 바른정당에 입당했으나, 보수단일화를 통해 정권창출을 하기 위해 2017년 5월 바른정당을 탈당했다.

## 생애

### 출생
1956년 2월 11일 충청남도 홍성에서 태어났다.

### 학창시절
홍동국민학교(1962~1967학년도), 홍성중학교(1968~1970학년도), 홍성고등학교(1971~1973학년도)에 재학하였다. 대학은 등록금 납부할 형편이 안 되는 열악한 집안 사정 때문에 등록금 면제와 숙식비가 제공되는 건국대 특정장학생으로 입학하였다. 대학 시절 당시의 권위적 통치에 대한 비판의 글을 기고하였다가 경찰에 끌려가 10여 일을 조사받던 중 10.26사태가 발생하여 풀려나오기도 하였다.

### 법관시절
1985년 판사로 임관하여 근무를 시작했다. 당시 권위적 체제의 말기에 대통령 직선제를 촉구하는 학생 시위 등이 끊이지 않았다. 즉결심판을 하면서 체포되어 온 학생들을 대부분 벌금형 등으로 석방하였다.
1992년 인천지방법원에 근무할 때, 형사 피고인들이 대부분 어려운 계층이라는 점을 주시하고, 그들의 사회복귀를 촉진시키기 위하여 형사재판에서 집행유예의 기간을 유예된 본형기보다 길게 선고하던 관행을 깨고 과감하게 유예기간을 단축하는 판결을 선고하기도 하였다.
1999년 인천에서 변호사로 개업하였고, 남구청 고문변호사로서 토지 사기꾼에게 넘어갔던 수봉공원을 3년 반 동안의 끈질긴 변론 끝에 다시 국가소유로 환원시켜 남구청이 주민을 위한 공원부지로 계속 활용할 수 있게 하였다.
2004년 총선에 한나라당의 공천을 받아 출마하였으나, 당시 공천에서 탈락한 현역의원의 무소속 출마와 탄핵역풍 속에 낙선했다.

### 인천시 정무부시장시절
2007. 1. 인천시 정무부시장으로 1년간 일했다. 아시안 게임 유치활동, 송도 등 경제자유구역사업의 추진, 해외 도시들과의 교류, 시정부와 시민단체 및 중앙정부와의 가교역할 등 지방행정 경험을 쌓았다.

### 의정활동
2008년 다시 총선에 출마하여 10% 이상의 차이로 당선되었다. 18대 국회의원으로 전반기 2년간은 법사위에서, 후반기에는 지경위, 국토위에 소속되어 활동하였다. 청년실업해소특별법개정안을 필두로 하여 22건의 법안을 발의하였고, 이 가운데 인천가정법원 설치 법안, 성폭력범죄 처벌법 개정안 등 9건이 국회 본회의를 통과하였다. 예결위, 저출산·고령화대책특위, 사법제도개혁특위 등 8개 특별위원회, 그리고 대법원장, 감사원장, 검찰총장 등 12차례 인사청문회 위원으로 활동했다.
19대 총선을 앞두고 한나라당 비상대책위원회 정치쇄신분과 자문위원으로 활동하며 정치쇄신안 입안에 참여했다.
18대 대선을 앞둔 2012년에는 새누리당 원내대변인, 당대변인, 당대표 특보단장 등을 지냈다.
19대 국회 첫해였던 2012년 6월 새누리당 쇄신특위 팀장을 맡아, 국회 윤리특위를 개혁하고 국회의원에 대한 징계 심사를 강화하는 국회법 개정안을 대표발의했다. 또 국회의원에 대한 불체포특권 개선을 위한 토론회도 주최하였다.
19대 국회에서는 전반기에 산업통상자원위에서, 후반기에는 법제사법위원회에서 활동했다. 판사 출신으로 19대 국회에서 임명된 김소영, 조희대, 권순일 등 3명의 대법관 인사청문회에서 모두 활동했다.
19대 국회에서 중소기업의 사회적 책임경영 육성법안, 중소기업을 졸업한 초기 중견기업을 지원하는 법안 등 32건의 법안을 대표발의 하였고, 중소기업 진흥에 관한 법률, 파산자 재기 지원 법안, 경제자유구역 활성화 법안 등 11건을 통과시켰다. 또 세월호특별법 TF팀 간사를 맡아 세월호특별법을 제정했다. 국회 법제사법위원회 간사를 맡아 상가권리금 법제화, 살인죄 공소시효 폐지(태완이법) 등의 법안을 통과시켰다.

## 학력
- 1968년 홍동국민학교(43회) 졸업
- 1971년 홍성중학교(20회) 졸업
- 1974년 홍성고등학교(28회) 졸업
- 1980년 건국대학교 법과대학 학사 학위 수여
- 1985년 건국대학교 대학원 법학 석사 학위 수여

## 경력
- 1981년 사법시험 합격(사법연수원 14기 수료)
- 1996년 7월~1997년 2월 서울고등법원 판사
- 1997년 2월~1998년 2월 대법원 재판연구관
- 1998년 인천지방법원 판사
- 인천광역시 소프트볼협회 명예회장
- 개인택시운송조합 인천지구 법률고문
- 재인 충남도민회 부회장
- 인음교향악단 후원회 회장
- 대한공인중개사협회 인천지부 법률고문
- 인천광역시 남구청 고문변호사
- 서울고등법원 판사
- 법무법인 서해 대표변호사
- 2004년~2012년 한나라당 인천광역시당 남구 갑 당원협의회 위원장
- 2006년~2007년 인천광역시 정무부시장
- 2008년 4월 9일 대한민국 제18대 국회의원 선거 당선(인천 남구 갑, 한나라당, 초선)
- 2008년 5월~2012년 5월 제18대 국회의원(인천 남구 갑, 한나라당→새누리당, 초선)
  - 전 국회 법제사법위원회 위원
  - 국회 윤리특별위원회 위원
  - 국회 사법제도개혁특별위원회 위원
  - 18대 후반기 국회 지식경제위원회 위원
  - 국회 법제사법위원회 여당 간사
  - 국회 윤리특별위원회 여당 간사
- 2010년~2012년 2012 여수세계박람회 지원특별위원회 위원
- 새누리당 대변인
- 새누리당 정책위원회 부의장
- 새누리당 비상대책위원회 위원
- 2012년 2월~2016년 12월 새누리당 인천광역시당 남구 갑 당원협의회 위원장
- 2014년 2월~2015년 6월 새누리당 인천광역시당 위원장
- 2014년 5월 새누리당 정책위원회 부의장
- 새누리당 대변인
- 2012년 4월 11일 대한민국 제19대 국회의원 선거 당선(인천 남구 갑, 새누리당, 재선)
- 2012년 5월~2016년 5월 제19대 국회의원(인천 남구 갑, 새누리당, 재선)
  - 제19대 국회 산업통상자원위원회 위원
  - 제19대 국회 법제사법위원회 간사
  - 제19대 국회 법제사법위원회 위원
  - 제19대 국회 윤리특별위원회 간사
- 2016년 4월 13일 대한민국 제20대 국회의원 선거 당선(인천 남구 갑, 새누리당, 3선)
- 2016년 5월~2020년 5월 제20대 국회의원(인천 남구 갑, 새누리당→무소속→바른정당→무소속→자유한국당→미래통합당, 3선)
  - 제20대 국회 전반기 정무위원회 위원
  - 제20대 국회 헌법개정특별위원회 위원
  - 제20대 국회 하반기 산업통상자원중소벤처기업위원회 위원장
  - 제20대 국회 하반기 기획재정위원회 위원
- 2017년 2월 바른정당 경선관리위원회 위원
- 2017년 5월~2018년 6월 자유한국당 인천광역시당 남구 갑 당원협의회 위원장
- 2018년 7월~2020년 2월 자유한국당 인천광역시당 미추홀구 갑 당원협의회 위원장
- 2020년 2월~2020년 5월 미래통합당 인천광역시당 미추홀구 갑 당원협의회 위원장
- 2020년 6월~2021년 5월 법무법인(유한) 클라스 파트너 변호사
- 2020년 7월~한반도 인권과 통일을 위한 변호사모임 고문
- 2021년 5월~황앤씨로펌 대표변호사
- 사단법인 훈민정음기념사업회 고문
- 2021년 10월~2021년 11월: 국민의힘 윤석열 제20대 대통령 선거 예비후보 국민캠프 지속가능위원회 위원장
- 2021년 12월~2022년 3월: 국민의힘 인천을 살리는 선거대책위원회 선거대책위원장단 명예선거대책위원장
- 2022년 8월 ~ : 국민의힘 인천광역시당 상임고문
- 2024년 3월~2024년 4월: 제22대 국회의원선거 국민의힘 인천선거대책위원회 공동선거대책위원장
- 2025년 1월~: 인천시 기후환경대사

## 논란

### 정치자금법 위반 의혹
2016년 3월 17일 검찰 수사를 받게 되어 논란이 되었다. 인천시선거관리위원회는 회계처리에 차명계좌를 이용한 혐의(정치자금법 위반)로 새누리당 홍일표(인천 남구갑) 의원 회계책임자 A씨 등 6명을 검찰에 고발했고 아울러 홍일표 의원을 수사해 달라고 검찰에 요청하였다. 차명계좌를 통해 회계담당자와 직원 5명에게 평균 300만원씩 총 2억1천여 만원의 급여를 부정 지출한 후 선관위에 회계보고한 후에 직원에게 지급한 돈을 다시 되돌려 받는 방법 등으로 정치자금을 부정수수한 혐의이다. 선관위는 이 차명계좌에 들어온 돈의 상당수가 홍일표 의원의 정치자금으로 쓰인 것으로 보고 있다.
홍일표 의원실의 전 사무국장(20대 총선 홍일표 의원의 새누리당 경선 상대 선대본부장)은 경조사비와 지역 행사 찬조비 등은 현행법상 후원금에서 사용할 수 없는데 이 비용을 만들기 위해 차명계좌를 홍일표 의원의 지시로 만들어 관리했다고 증언한 상황이다. 차명계좌의 거래 내역서에는 2011년 9월 30일 홍일표 의원 이름으로 200만 원이 입금된 기록도 있으나 통장메모의 형태로 입금자명이 홍일표 의원으로 되어있을뿐 실제 계좌는 전 회계책임자의 계좌라고 해명하였다. 또한 홍일표 의원은 전직 직원은 국회의원 새누리당 경선 상대방 측 선대본부장을 하였으며 주장은 사실이 아니라고 해명하였다.
검찰은 정치자금법 위반 혐의로 수사 의뢰를 받은 홍일표 새누리당 의원의 지역 사무실을 21일 압수수색하였으며 사건에 연루되어 있는 전직 사무국장과 회계책임자에 대해 수사중에 있다. 또한 홍일표 의원이 해당 사건과 연관되어 있는지에 대한 부분도 함께 조사중에 있다.
1년여간의 수사결과 2017년 3월 30일 정치자금법 위반 혐의로 불구속 기소되었다.  2010~2013년 선거관리위원회에 등록된 계좌에서 차명계좌로 옮긴 7600만원 상당을 개인 용도로 쓰고 회계장부에 허위 기재한 혐의와 2013년 지인 등으로부터 선거관리위원회에 등록된 수입·지출계좌를 통하지 않고 개인적으로 불법 정치자금 4000만원을 받아 챙긴 혐의로 기소되었으며 검찰은 홍일표 의원과 함께 선거관리위원회에서 고발한 홍일표 의원 관계자 4명 등 총 8명을 정치자금법 위반 혐의로 불구속기소하였다.
검찰은 2018년 7월 12일 열린 결심공판에서 홍 의원에게 징역 1년 10월에 3900여만 원 추징을 구형했고, 2018년 8월 16일 인천지법 형사12부(이영광 부장판사)는 정치자금법 위반 혐의로 기소된 홍 의원에게 벌금 1000만원을 선고하고 1900여만 원 추징을 명령했다. 재판부는 홍 의원의 불법 정치자금 수수 혐의 액수 중 절반인 2000만원 부분은 유죄로 인정했고, 나머지 2000만원과 회계장부 허위작성 혐의는 무죄로 판단했다. 항소심에서도 벌금 1000만원과 1900만원의 추징을 명령한 원심이 유지되었다. 재판부는 “음성적 정치자금 수수는 대의민주주의를 심각하게 훼손할 수 있는 행위로, 정치자금법의 입법 취지에 정면으로 반해 죄질이 가볍지 않다”고 지적했다.

### 홍일표 의원 아들 홍성균 판사 여성 몰카촬영
2017년 7월 21일 홍일표 의원의 아들 서울동부지법 홍성균 판사가 지하철에서 몰카를 찍다가 시민의 신고를 받고 출동한 경찰에 의해 현장에서 검거되었다. 압수한 휴대폰에서 여성의 신체 사진이 발견되었으나 본인은 동영상 앱이 저절로 작동하여 촬영한것 같다며 혐의를 부인했다. 성폭력범죄 처벌 등에 관한 특례법 위반 혐의로 벌금 300만원에 기소되어 법원에서 확정되었다.  "초범이고 피해자와 합의한 점 등을 고려했다"고 검찰은 양형이유를 설명하였다. 징계는 감봉 4개월이었다. 이후 홍성균 판사는 판사를 그만두고 변호사 개업을 하였다.

### 양승태 행정처와의 재판거래의혹
양승태 전 대법원장 시절 법원행정처의 재판 거래·법관사찰 의혹등의 내용을 수사 중인 검찰이 양승태 행정처와 홍일표 자유한국당 의원과 재판 거래를 벌인 단서를 잡고 본격 수사에 착수하여 논란이 되고 있다.  홍일표 의원은 민사소송에 대한 승소 판결을 대가로 대법원을 위해 상고법원 도입 법안을 발의했다는 의혹을 받고 있으며 홍일표 의원이 상고법원 설치 법안을 대표 발의한 2014년, 행정처는 홍 의원이 피고인 민사 소송 내용을 직접 검토한 것으로 알려졌다.  검찰은 법원행정처 측에 소송의 쟁점과 재판부의 심증 등을 확인한 단서를 확보하여 수사 중에 있다. 이에 대하여 홍일표 의원은 "이미 1심에서 승소한 민사 사건을 놓고 거래할 이유가 전혀 없다"며 "상고법원 도입에 대해서는 과거 18대 국회 때부터 줄곧 찬성하는 소신을 밝혀왔다"고 해명하였다.

## 역대 선거 결과
|  | 36.29% |

|  | 53.59% |

|  | 51.77% |

|  | 44.83% |

## 소속 정당
| 소속 정당 | 소속 정당  | 소속 기간 | 비고      |
| --------- | ---------- | --------- | --------- |
|           | 한나라당   | 2004~2012 | 정계 입문 |
|           | 새누리당   | 2012~2016 | 당명 변경 |
|           | 무소속     | 2016~2017 | 탈당      |
|           | 바른정당   | 2017      | 창당      |
|           | 무소속     | 2017      | 탈당      |
|           | 자유한국당 | 2017~2020 | 복당      |
|           | 미래통합당 | 2020      | 합당      |
|           | 국민의힘   | 2020~현재 | 당명 변경 |

## 가족 관계
- 아버지: 홍윤석(1926년~2020년 6월 27일)
- 어머니: 박춘매(~2016년 4월 23일)
  - 장남: 홍성균(1986년 8월 23일~) - 변호사
  - 차남: 홍성완
- 동생: 홍이표(1967년~) - 변호사

## 같이 보기
- 남구 갑 (인천)
- 인천 남구의 국회의원
- 인천 미추홀구의 국회의원
- 인천광역시 부시장